# デビッド・ナジョーク
- デビッド・ジョク

デビッド・ナジョーク（David Njoku, 1996年7月10日 - ）は、アメリカ合衆国ニュージャージー州シーダーグローブ出身のプロアメリカンフットボール選手。NFLのクリーブランド・ブラウンズに所属している。ポジションはタイトエンド。

## 経歴

### 生い立ち・ハイスクール
9人きょうだいの一人として生まれる。両親はともにナイジェリア人で、アメリカ合衆国へ移住していた。
高校時代は通算で76レシーブ、1,794レシーブ獲得ヤード、19のレシービングTDを記録した。主要サイトから3つ星評価を受け、マイアミ大学にコミットした。他にはボストンカレッジ、オハイオ州立大学、テンプル大学からもオファーを受けていた。
フットボールと並行して走高跳の選手としても活躍しており、2014年にはニューバランスの全米大会で優勝した。

### カレッジ
1年目の2014年シーズンはレッドシャツ制度により試合に出場しなかった。
2015年シーズンは21レシーブ、362レシーブ獲得ヤード、1つのレシービングTDを記録した。
2016年シーズンは43レシーブ、698レシーブ獲得ヤード、8つのレシービングTDを記録した。シーズン終了後、2017年のNFLドラフトにアーリーエントリーした。

#### 個人成績
| シーズン | チーム   | 試合 | レシーブ | レシーブ | レシーブ |
| シーズン | チーム   | 試合 | Rec      | Yds      | TD       |
| -------- | -------- | ---- | -------- | -------- | -------- |
| 2015     | マイアミ | 13   | 21       | 362      | 1        |
| 2016     | マイアミ | 12   | 43       | 698      | 8        |
| 通算     | 通算     | 25   | 64       | 1,060    | 9        |

### クリーブランド・ブラウンズ
| 身長                                                 | 体重            | 腕 の 長 さ       | 手 の 大 き さ | 40Yrd ダ ッ シ ュ | 10Yrd ス プ リ ッ ト | 20Yrd ス プ リ ッ ト | 20Yrd シ ャ ト ル | 3 コ 丨 ン ド リ ル | 垂 直 跳 び    | 立 ち 幅 跳 び      | ベ ン チ プ レ ス | ワ ン ダ 丨 リ ッ ク |
| ---------------------------------------------------- | --------------- | ----------------- | -------------- | ----------------- | -------------------- | -------------------- | ----------------- | ------------------- | -------------- | ------------------- | ----------------- | -------------------- |
| 6 ft 4 in (193 cm)                                   | 246 lb (112 kg) | 35+1⁄4 in (90 cm) | 10 in (25 cm)  | 4.64 s            | 1.61 s               | 2.70 s               | 4.34 s            | 6.97 s              | 40 in (102 cm) | 11 ft 1 in (3.38 m) | 21 回             | 24                   |
| All value from NFL Scouting Combine except vertical. |                 |                   |                |                   |                      |                      |                   |                     |                |                     |                   |                      |

2017年のNFLドラフトにて全体29位でクリーブランド・ブラウンズから指名され、その後4年総額952万ドルのルーキー契約を結んだ。

#### 2017年シーズン
ピッツバーグ・スティーラーズとの開幕戦でNFLデビューし、2レシーブ、20レシーブ獲得ヤードを記録した。このシーズンは32レシーブ、386レシーブ獲得ヤード、4つのレシービングTDを記録した。

#### 2018年シーズン
このシーズンから先発に定着し、56レシーブ、639レシーブ獲得ヤード、4つのレシービングTDを記録した。

#### 2019年シーズン
第2週のニューヨーク・ジェッツ戦で脳震盪と手首の骨折により長期離脱し、シーズン全体で4試合の出場に留まった。

#### 2020年シーズン
開幕前にブラウンズから5年目の契約オプションを行使された。シーズンでは19レシーブ、213レシーブ獲得ヤード、2つのレシービングTDを記録した。

#### 2021年シーズン
第5週のロサンゼルス・チャージャーズ戦で7レシーブ、149レシーブ獲得ヤード、1つのレシービングTDを記録した。シーズン全体では36レシーブ、475レシーブ獲得ヤード、4つのレシービングTDを記録した。

#### 2022年シーズン
2022年3月7日にブラウンズからフランチャイズタグを指定され、その後4年総額5,675万ドルの契約延長に合意した。シーズンでは第7週のボルチモア・レイブンズ戦で足首を捻挫し離脱した。シーズン全体で58レシーブ、628レシーブ獲得ヤード、4つのレシービングTDを記録した。

#### 2023年シーズン
第14週のジャクソンビル・ジャガーズ戦で6レシーブ、91レシーブ獲得ヤード、2つのレシービングTDを記録して勝利に貢献した。

#### 2024年シーズン
開幕週のダラス・カウボーイズ戦で足首を負傷しその後の3試合を、第16週のシンシナティ・ベンガルズ戦で膝を負傷し、レギュラーシーズン最後の2試合を欠場した。

## 人物
2023年9月29日に自宅で焚き火に火をつけようとした際に顔と腕を火傷した。

## 詳細情報

### 年度別成績

#### レギュラーシーズン
| シーズン | チーム | 試合 | 試合 | レシーブ | レシーブ | レシーブ | レシーブ | レシーブ |
| シーズン | チーム | GP   | GS   | Rec      | Yds      | Avg      | Lng      | TD       |
| -------- | ------ | ---- | ---- | -------- | -------- | -------- | -------- | -------- |
| 2017     | CLE    | 16   | 5    | 32       | 386      | 12.1     | 34       | 4        |
| 2018     | CLE    | 16   | 14   | 56       | 639      | 11.4     | 66       | 4        |
| 2019     | CLE    | 4    | 1    | 5        | 41       | 8.2      | 18       | 1        |
| 2020     | CLE    | 13   | 5    | 19       | 213      | 11.2     | 28       | 2        |
| 2021     | CLE    | 16   | 11   | 36       | 475      | 13.2     | 71       | 4        |
| 2022     | CLE    | 14   | 14   | 58       | 628      | 10.8     | 38       | 4        |
| 2023     | CLE    | 16   | 16   | 81       | 882      | 10.9     | 43       | 6        |
| 2024     | CLE    | 11   | 11   | 64       | 505      | 7.9      | 29       | 5        |
| 通算     | 通算   | 106  | 77   | 351      | 3,769    | 10.7     | 71       | 30       |

- 2024年度シーズン終了時
- 太字は自身最高記録

#### ポストシーズン
| シーズン | チーム | 試合 | 試合 | レシーブ | レシーブ | レシーブ | レシーブ | レシーブ |
| シーズン | チーム | GP   | GS   | Rec      | Yds      | Avg      | Lng      | TD       |
| -------- | ------ | ---- | ---- | -------- | -------- | -------- | -------- | -------- |
| 2020     | CLE    | 2    | 1    | 5        | 66       | 13.2     | 27       | 0        |
| 2023     | CLE    | 1    | 1    | 7        | 93       | 13.3     | 45       | 0        |
| 通算     | 通算   | 3    | 2    | 12       | 159      | 13.3     | 45       | 0        |